# Castelvecchio di Rocca Barbena
Castelvecchio di Rocca Barbena (ligur nyelven Castrevegliu) település Olaszországban, Liguria régióban, Savona megyében. Lakosainak száma 130 fő (2023. január 1.). Castelvecchio di Rocca Barbena Balestrino, Bardineto, Garessio, Toirano, Zuccarello és Erli községekkel határos.

## Népesség
A település lakossága az elmúlt években az alábbi módon változott:
| Lakosok száma | 139  | 135  | 130  |
|               | 2017 | 2018 | 2023 |